# 豊中市立第四中学校
豊中市立第四中学校（とよなかしりつ だいよんちゅうがっこう）は、大阪府豊中市服部本町四丁目にある公立中学校。夜間学級を併設する。

## 沿革
- 1949年4月1日 - 開校。
- 1952年2月1日 - 校歌制定。
- 1975年4月15日 - 夜間学級開設。
- 1976年4月1日 - 養護学級設置。
- 1986年4月9日 - 体育館兼講堂竣工。
- 2002年3月11日 - エレベーター設置完了。

## 通学区域
- 豊中市立中豊島小学校の通学区域全域。
- 豊中市立豊島小学校の通学区域の一部。
- 豊中市立緑地小学校の通学区域の一部。
  - 豊中市立中学校通学区域一覧表を参照。

## 著名な出身者
- 村井嘉浩（宮城県知事）
- 中野寛成（元民主党幹事長）
- 坂崎一彦(野球）
- 若竹竜士（野球）
- 瀧井亜里沙（バスケットボール）
- 川原麻耶（バスケットボール）
- 坂本清美（バレーボール）
- 田中直樹（ココリコ）
- 遠藤章造（ココリコ）
- 中田なおき（お笑い芸人）
- 上村敏之（関西学院大学経済学部教授）
- アイナ・ジ・エンド（BiSH）
- 辻本晃良（俳優）
- 葉七はなこ（映画監督、クリエイター）

## 交通
- 服部天神駅及び曽根駅から徒歩10分。